# Turowiec (Lublin)
Pour les articles homonymes, voir Turowiec.
Turowiec (prononciation : [tuˈrɔvʲɛt͡s]) - (en ukrainien: Туровець, Turovets’) est un village polonais de la gmina de Wojsławice dans le powiat de Chełm de la voïvodie de Lublin dans l'est de la Pologne.
Il se situe à environ 7 kilomètres au nord-est de Wojsławice (siège de la gmina), 25 kilomètres au sud-est de Chełm (siège du powiat) et 82 kilomètres au sud-est de Lublin (capitale de la voïvodie).

## Histoire
De 1975 à 1998, le village est attaché administrativement à la voïvodie de Chełm.

Depuis 1999, il fait partie de la voïvodie de Lublin.